# Richardis Alsaská
Svatá Richardis, známá také jako Richgard nebo Richardis Švábská (asi 840 – 18. září mezi lety 894 a 896) byla východofranská královna a poté římskoněmecká císařovna jako manželka Karla III. Byla známá svou zbožností.

## Život
Narodila se v Alsasku jako dcera Erchangera, hraběte z Nordgau z rodu Ahalolfingerů. Za Karla III. se provdala v roce 862 a společně s ním byla v 12. února 881 v Římě korunována papežem Janem VIII. Manželství bylo bezdětné. 
V roce 887 obvinil Karel (společně se svými dvořany) ve snaze snížit moc kancléře Liutwarda jeho a Richardis z cizoložství. Richardis absolvovala zkoušku ohněm, kterou úspěšně prošla.
Poté se stáhla do kláštera Andlau, který sama založila na své rodné zemi v roce 880, a kde byla její neteř Rotrod abatyší. Zemřela v Andlau 18. září mezi lety 894 a 896 a tam byla také pohřbena.

## Svatořečení
Richardis byl později kanonizována. Je patronkou Andlau a ochranitelkou proti požárům.

## Odkazy

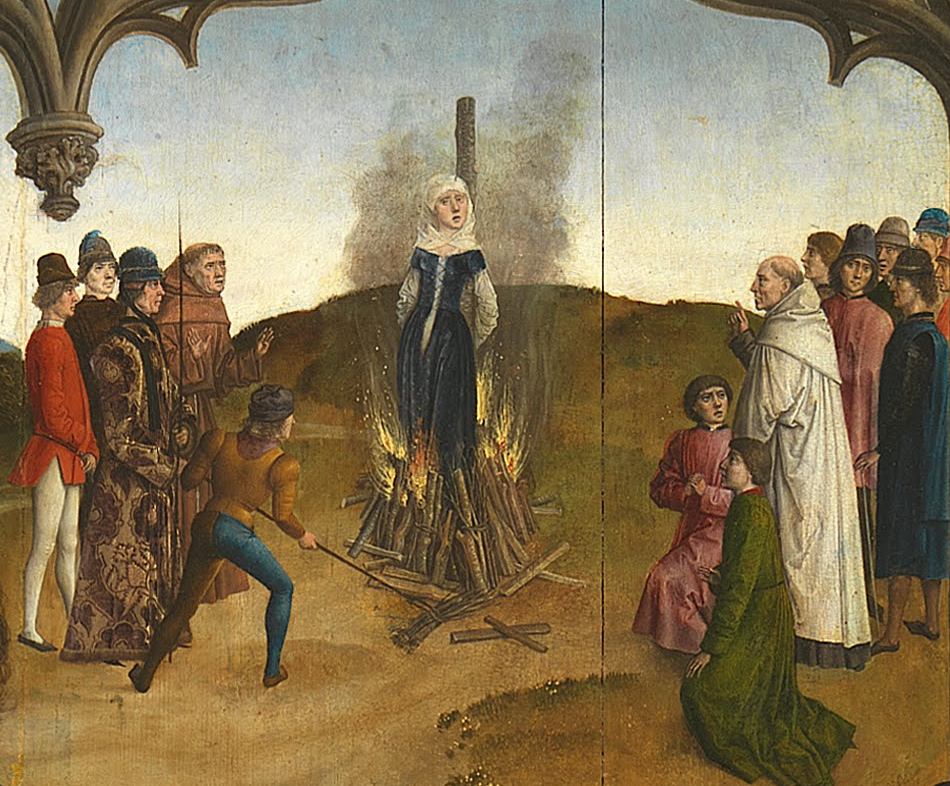
Richardis při zkoušce ohněm, Dirk Bouts